# European Association for Biometrics
La Asociación Europea de Biometría (European Association for Biometrics, EAB) es una organización sin ánimo de lucro con sede en Naarden, Holanda, que promueve el desarrollo de las tecnologías biométricas y su uso apropiado en Europa.

## Historia
La EAB fue fundada el 17 de noviembre de 2011 en Darmstadt en el Fraunhofer-Institut für Graphische Datenverarbeitung como resultado del proyecto europeo Best European Stakeholders Network (BEST Network), financiado por la Comisión Europea dentro del VII Programa Marco. Los estatutos de la EAB siguen el modelo de la asociación alemana CAST e.V.. 14 instituciones de 10 países europeos distintos formaron parte de la fundación. Los intereses de los miembros están representados por la Junta Directiva. 

## Administración
EAB es una asociación que agrupa instituciones, empresas y particulares de toda Europa. En marzo de 2017, comprende más de 200 miembros activos, haciendo de la asociación una red activa con personas de contacto nacionales en la mayoría de los países europeos. La Asamblea General aprueba cada año qué miembro representa a la Asociación externamente. Un Consejo Asesor (EAB Advisory Board) de los miembros de alto rango de la comunidad asesora al Consejo sobre cuestiones estratégicas.
A través de Grupos de Interés (Special Interest Groups), comités y grupos de trabajo, los miembros de la asociación tienen la oportunidad de discutir distintos temas de actualidad. Los resultados se recogen en documentos de posición o White Papers, que son publicados y discutidos en público.

## Actividades
La EAB organiza numerosas conferencias, seminarios y talleres. Cada año en septiembre organiza la European Research Project Conference (EAB-RPC): durante dos días se presentan proyectos europeos, financiados por los Programas Marco de la Comisión Europea, cuya temática está relacionada con los sistemas de reconocimiento biométrico. 
Asimismo, con el fin de promover la próxima generación de investigadores en el área, la asociación otorga cada año premios a las mejores Tesis Doctorales desarrolladas en el ámbito de la biometría en Europa. El jurado se compone de miembros académicos e industriales.